# Eleccions al Parlament Europeu de 2009 (Luxemburg)
Les eleccions al Parlament Europeu de 2009 a Luxemburg van ser les eleccions per a escollir la delegació de Luxemburg al Parlament Europeu, celebrades el 7 de juny de 2009. Van tenir lloc el mateix dia que les legislatives luxemburgueses, en les que s'escollien els membres de la Cambra de Diputats de Luxemburg.

## Resultats
| ← 2004 • 2009 • 2014 →                       |                                                   |                                              |                                              |           |        |     |        |     |
| Partit Nacional                              | Partit Nacional                                   | Partit Europeu                               | Candidat principal                           | Vots      | %      | +/– | Escons | +/– |
|                                              | Partit Popular Social Cristià (CSV)               | PPE                                          | Viviane Reding                               | 353,094   | 31.36  | 5.8 | 3 / 6  | 0 = |
|                                              | Partit Socialista dels Treballadors (LSAP)        | PSE                                          | Robert Goebbels                              | 219,349   | 19.48  | 2.5 | 1 / 6  | 0 = |
|                                              | Partit Democràtic (DP)                            | ALDE                                         | Charles Goerens                              | 210,107   | 18.66  | 3.7 | 1 / 6  | 0 = |
|                                              | Els Verds (DG)                                    | EGP                                          | Claude Turmes                                | 189,523   | 16.83  | 1.8 | 1 / 6  | 0 = |
|                                              | Partit Reformista d'Alternativa Democràtica (ADR) | AEN                                          | Jean Colombera                               | 83,168    | 7.39   | 0.6 | 0 / 6  | 0 = |
|                                              | L'Esquerra (DL)                                   | PEL                                          | André Hoffmann                               | 37,929    | 3.37   | 1.7 | 0 / 6  | 0 = |
|                                              | Partit Comunista (KPL)                            | Cap                                          | Ali Ruckert                                  | 17,304    | 1.54   | 0.3 | 0 / 6  | 0 = |
|                                              | Llista dels Ciutadans (BL)                        | Cap                                          | Aly Jaerling                                 | 15,558    | 1.38   | nou | 0 / 6  | 0 = |
| Vots vàlids                                  | Vots vàlids                                       | Vots vàlids                                  | Vots vàlids                                  | 1,126,032 | —      |     |        |     |
| Butlletes vàlides                            | Butlletes vàlides                                 | Butlletes vàlides                            | Butlletes vàlides                            | 198,364   | 90.82  |     |        |     |
| Vots en blanc i invàlids                     | Vots en blanc i invàlids                          | Vots en blanc i invàlids                     | Vots en blanc i invàlids                     | 20,059    | 9.18   |     |        |     |
| Totals                                       | Totals                                            | Totals                                       | Totals                                       | 218,423   | 100,00 | —   | 6 / 6  | 0 = |
| Electorat (votants) i participació electoral | Electorat (votants) i participació electoral      | Electorat (votants) i participació electoral | Electorat (votants) i participació electoral | 240,669   | 90.76  |     |        |     |
| Font: Centre Informatique de l'État          |                                                   |                                              |                                              |           |        |     |        |     |